# Manuel I. Portugalský
Manuel I. Portugalský (31. května 1469, Alcochete – 13. prosince 1521, Lisabon), známý pod přídomkem  Šťastný nebo také Veliký, byl mezi lety 1495–1521 čtrnáctým portugalským králem a pátým z dynastie Avizů. Období jeho vlády je považováno za vrcholnou éru portugalských dějin, kdy Portugalské království díky objevení námořní trasy do Indie (1497–1499) a následnému vzniku asijské obchodní říše (tzv. Estado da Índia, tedy Portugalská Indie) (1505) z ekonomického a ideologického hlediska nakrátko zaujalo čelní postavení mezi evropskými křesťanskými monarchiemi.
Vedle toho došlo za jeho vlády k objevení celé řady mimoevropských regionů, především pak Brazílie (1500), a portugalská říše se tak od počátku 16. století jako první impérium v dějinách rozložila na čtyřech kontinentech. Manuel byl pokládán za jednoho z nejbohatších evropských panovníků své doby a bohatství, přepych a sebevědomí jeho dvora bylo vyjádřeno v autochtonním portugalském pozdněgotickém uměleckém stylu, tzv. manuelském slohu (manuelino), jenž je pojmenován právě po něm.

## Dětství a mládí
Manuel byl šestým synem a celkově až devátým potomkem portugalského infanta Ferdinanda (Fernanda), vévody z Beji a Viseu a adoptivního syna Jindřicha Mořeplavce, a Beatrix Portugalské, vnučky portugalského krále Jana I. Tato skutečnost z něj rozhodně nečinila možného pretendenta trůnu. Přesto na něj v důsledku předčasných úmrtí pěti starších bratrů, svého bratrance a švagra v jedné osobě Jana II. a jeho syna Alfonse nakonec usedl. Tato souhra náhod jej utvrdila v tom, že je k vládě nezvratně vyvolen Bohem. O tom mělo koneckonců vypovídat i jeho jméno – Emanuel znamená „Bůh s námi“. Svoji výlučnost si utvrdil během dospívání skrze své vychovatele, kteří byli spojeni s řádem františkánů observantů. Spiritualita této kongregace, jež vycházela od mystika Jáchyma z Fiore, Manuela silně ovlivnila.

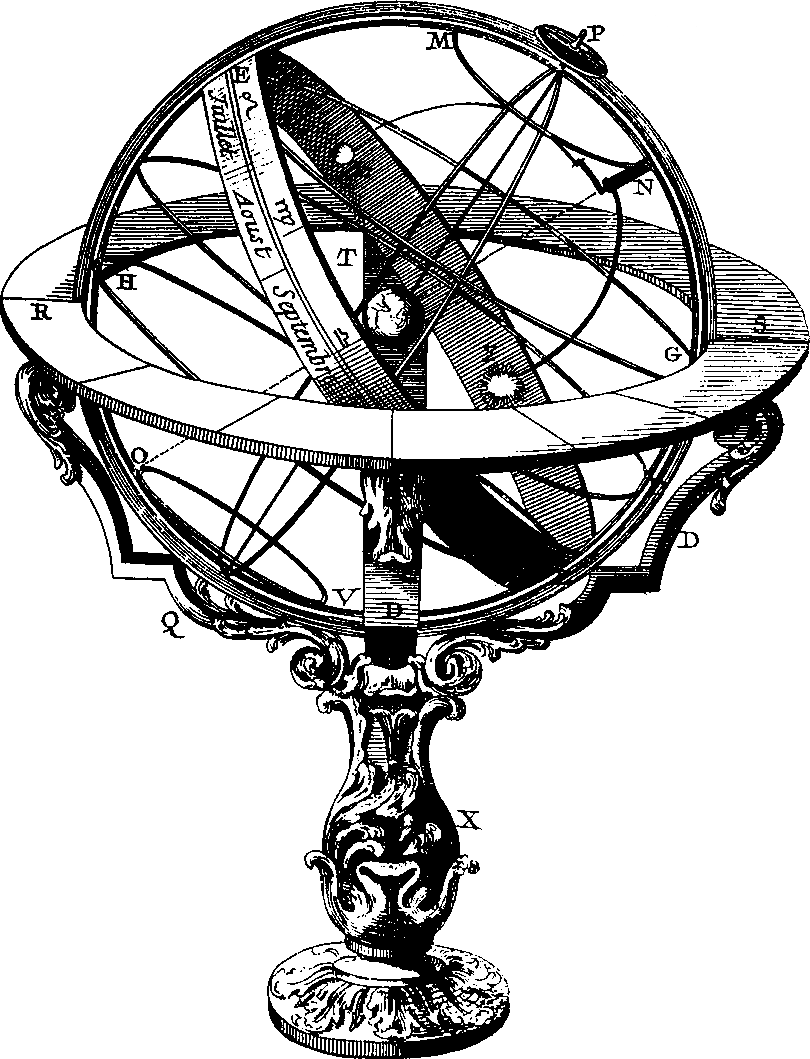
Armilární sféra, tedy přístroj znázorňující Zeměkouli a její ekliptiku, byla osobním emblémem Manuela I.

Po smrti svého otce Ferdinanda (1470) i starších bratrů Joãa (1472, asi otráven), Dioga (1484, v královském paláci v Setúbalu jako údajný spiklenec ubodán samotným králem Janem II., Duarta, Simãa a Dinise (zemřeli v dětském věku) zdědil Manuel tituly vévody z Viseu a Beji, pána z Covilhã a Vily Viçosy, konetábla (tj. nejvyšší velitel království), hlavního pohraničního velitele (fronteiro-mor) regionu Entre Tejo e Guadiana a „guvernéra a administrátora“ Kristova řádu. Ten byl již od dob Jindřicha Mořeplavce spojen s panovnickým rodem a jeho zdroje sloužily k financování portugalských zámořských plaveb. Na plachtách portugalských korábů se v důsledku toho objevoval kříž Kristova řádu. Kromě toho Manuel zdědil i správu Azorských ostrovů a Madeiry, které v roce 1497 včlenil do majetku Koruny. Stal se tak náhle jedním z nejvlivnějších portugalských šlechticů.
Král Jan II. jej oprávněně považoval za čelného reprezentanta vysoké šlechty, jejíž moc se po celou svoji vládu snažil potlačit, a proto ho po smrti svého jediného legitimního syna Alfonse (1491) dlouho odmítal uznat za následníka trůnu. Místo toho prosazoval kandidaturu svého nemanželského syna Jiřího z Lancasteru, mistra řádu sv. Jakuba Staršího a administrátora řádu z Avisu. Pro odpor původem katalánského papeže Alexandra VI., tzv. Katolických Veličenstev Ferdinanda Aragonského a Isabely Kastilské a vlastní manželky Leonory, jež byla Manuelovou sestrou, se mu to však nepodařilo. Proto roku 1493 Manuela oficiálně prohlásil svým adoptivním synem a nástupcem. Roku 1495 zemřel v Alvoru v nejjižnější portugalské provincii Algarve (podle některých názorů byl otráven svými odpůrci) a na trůně jej vystřídal právě mladý Manuel.

## Vnitřní politika
Manuelova vnitřní politika je charakterizována dotvořením absolutistické a centralistické monarchie, kterou začal budovat Jan II. Manuel se však na rozdíl od svého předchůdce rozhodl kráčet cestou spolupráce a porozumění s předními šlechtickými rody. Proto ty jejich příslušníky, kteří v obavě o svůj majetek a život v 80. letech a první polovině 90. let 15. století hledali bezpečí v sousedním Španělsku, povolal již v letech 1495–1496 zpět do země, ale současně je připoutal ke dvoru. Tím je do značné míry zbavil reálné politické moci, a proto si mohl během své vlády dovolit svolat kortesy (zemský sněm) pouze čtyřikrát, z toho třikrát v Lisabonu. K tomu přispěl i fakt, že disponoval dostatkem financí díky rozvoji obchodu s Indií.

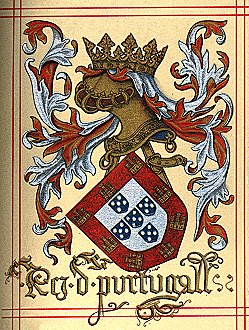
Erb Manuela I. z Livro do Armeiro-mor, asi 1509

Králova hlavní zásluha však tkví především ve velkolepé reformě soudnictví, mnohých státních orgánů a institucí a také některých oblastí veřejného života, díky čemuž prakticky sjednotil dosud rozdělenou zemi. Již na kortesech konaných v Montemor-o-Novo (1495) prosadil reorganizaci justice, která spočívala v posílení a centralizaci soudní moci. V letech 1512–1521 pak prostřednictvím celkově druhého a tentokrát již vytištěného portugalského zemského zákoníku nazvaného Manuelova nařízení (tzv. Ordenações Manuelinas) podřídil městské soudy Koruně a vedle dvou nejvyšších soudů (tzv. Casa da Suplicação a tzv. Casa do Cível) vytvořil ještě královský soud (tzv. Desembargo do Paço).
Zasadil se také o reformu již poměrně zastaralých městských výsad (tzv. forais) (1497–1498), byť nebyla geograficky úplná a stranou zůstaly i mnohé administrativní a právní otázky, a o o vydání Řádu pro úředníky městysů, měst a míst v těchto královstvích (1502). Následovalo nařízení sjednocující míry a váhy, které usnadnilo kupcům jejich aktivity (1502). Poté bylo v letech 1502–1504 zreformováno univerzitní školství a v roce 1512 byla realizována daňová reforma. Pozitivních proměn se v letech 1507–1508 dočkalo také vojsko, když byly vytvořeny stálé oddíly (tzv. companhias de ordenança).
Snahy o dosažení politické, ekonomické, kulturní a náboženské unifikace a prosazení rasové čistoty byly ke konci 15. století patrné jak na území Španělska, tak Portugalska. Obětí těchto tendencí se nevyhnutelně stali židé a muslimové, kteří byli na Iberském poloostrově nazýváni Maurové. V roce 1492 museli židé v případě odmítnutí křtu opustit Španělsko. Muslimy stihl stejný osud až v letech 1502–1525, neboť Katolická Veličenstva až do jejich povstání v Granadě (1501) ctila jejich právo na vyznávání Prorokovy víry, které jim zaručila po obsazení Granady a ukončení reconquisty v roce 1492. Asi třetina z nich, tedy okolo 150 000, zamířila do sousedního Portugalska. Tamější král Jan II. je sice přijal, avšak až po zaplacení poplatku a pouze na omezenou dobu 8 měsíců. Výjimku představovali schopní řemeslníci, kteří mohli zůstat trvale. Zbytek musel po uplynutí zmíněné lhůty ze země odejít, nebo se nechat pokřtít. V opačném případě byli zotročeni. Zhruba 2000 násilně pokřtěných židovských dětí odloučených od jejich rodičů nechal král roku 1493 exportovat na ostrov sv. Tomáše, který se potýkal s nedostatkem kolonistů. Jejich potomci tam žijí dodnes.
Manuel si byl velmi dobře vědom mimořádné hodnoty, kterou židé pro stát měli. Vždyť se mezi nimi nalézali odborníci z řad lékařů, právníků, řemeslníků, obchodníků, matematiků, astronomů či kartografů. Proto je po svém nástupu na trůn neprodleně osvobodil z otroctví. Koncem roku 1496 se však situace výrazně změnila. Vzhledem k tomu, že král Manuel usiloval o sňatek se španělskou infantkou Isabelou Aragonskou, jež byla dědičkou obou v roce 1474 ve Španělsko Spojených státních útvarů, tedy Kastilie a Aragonie, musel přistoupit na požadavek Katolických Veličenstev spočívající ve vyhoštění všech židů a muslimů, nebo jejich křtu. V opačném případě by nemohl dál snít svůj sen o jednotné iberské monarchii pod portugalským vedením, kterým se portugalští panovníci zaobírali již od 70. let 15. století, kdy Alfons V. ve vojenské kampani (1474–1479) usiloval o kastilskou korunu.
Portugalský panovník proto v prosinci 1496 stanovil desetiměsíční lhůtu, do jejíhož uplynutí měli příslušníci obou výše zmíněných komunit buď přijmout křest a nebo opustit portugalské území. Nemalá část z nich nakonec díky záměrnému uzavření všech přístavů s výjimkou lisabonského zvolila první možnost a stala se tzv. novými křesťany. Z muslimů se zase stali tzv. moriskové. Přesto zemi opustil poměrně vysoký počet židů a Portugalsko tak přišlo o značnou část ekonomicky nejsilnější vrstvy obyvatelstva, což ho do budoucna negativně poznamenalo, a to nejen v hospodářské, ale také v kulturní a vědecké rovině. Ti, kteří zůstali, se nicméně až do roku 1534, tedy do období vlády bigotního katolíka Jana III., těšili ochraně ze strany Koruny, která je bránila před diskriminací. Důvody byly pochopitelně ekonomického rázu.

## Mesianismusa vize světové křesťanské říše
Manuel se považoval za člověka vyvoleného Bohem k uskutečnění velkých činů, jaké svět od dob starých Řeků a Římanů nespatřil. Jako správný křesťan se domníval, že jeho úkolem je především vykořenit moc stoupenců islámu a vybudovat univerzální křesťanské impérium přesně v intencích království Ducha svatého, o kterém ve 12. století kázal cisterciácký mnich Jáchym z Fiore. Současně věřil, že toto impérium bude onou Pátou říší z Danielova proroctví, jež se nalézá ve Starém zákoně. Tyto ideje byly podpořeny i symbolicky – královým osobním emblémem byla tzv. armilární sféra, vlastně navigační přístroj v podobě Zeměkoule, který vyjadřoval univerzální charakter portugalské říše, jež se rozprostírala na významné části tehdejšího známého světa. Manuelovo mesianistické přesvědčení s ním však sdílel jen úzký kruh jeho rádců, především státní sekretář Duarte Galvão, Martinho de Castelo Branco nebo františkánský mnich a biskup ze Ceuty Henrique de Coimbra.

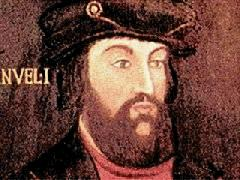
Manuel I.

Vůči orientálním vládcům vystupoval Manuel od roku 1499 v souladu s výše řečeným z pozice „Pána conquisty, mořeplavby a obchodu s Etiopií, Arábií, Persií a Indií“, tedy svrchovaného suveréna. Jako takový od nich každoročně vybíral vazalské poplatky (tzv. páreas). Je zde patrný zřejmý rozdíl mezi portugalskou praxí na Východě a španělským postupem v Americe, neboť španělský král indiánské panovníky nikdy neuznal. Proto se také neváhal prohlásit „králem Indií“, zatímco portugalský král tento titul ve vztahu k Východní Indii (tj. Asii) nikdy nepřijal. Místo toho se asi od roku 1506 zabýval myšlenkou, že by se začal titulovat jako „císař Orientu“ (ve smyslu „krále králů“). Manuel se však zřejmě rozhodl počkat na obsazení Jeruzaléma, kde plánoval svoji korunovaci. Svatého města křesťanů se ale portugalské síly nikdy nezmocnily a navíc se v křesťanském civilizačním a kulturním prostoru nejednalo o tradiční titulaturu, takže ji nakonec nikdy nepřijal. Jako císař však alespoň de facto skutečně vystupoval a první indický místokrál Francisco de Almeida v roce 1505 neváhal prohlásit, že „doposud žádný vládce neměl takové právo nazývat se císařem“, jako právě král Manuel I.

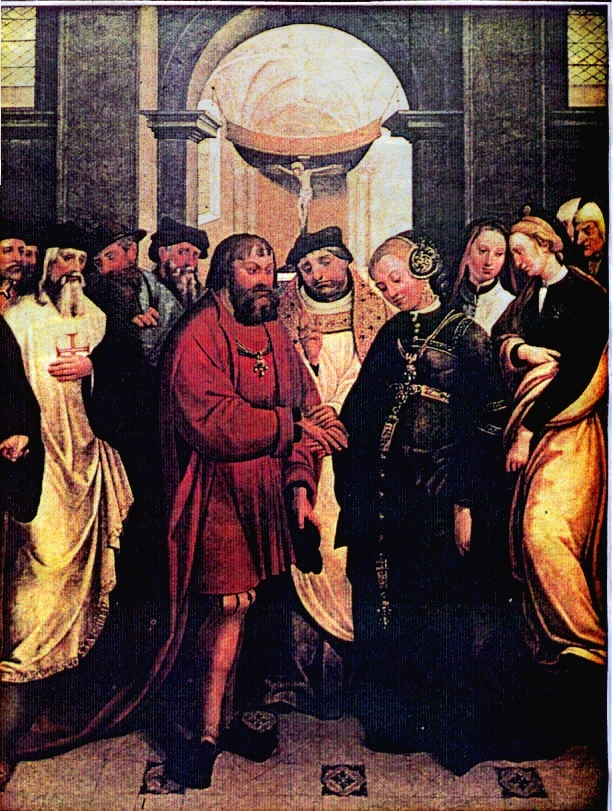
Sňatek Manuela I. s Marií Aragonskou, dcerou Isabely Kastilské a Ferdinanda II. Aragonského
(Garcia Fernandes, 1531 či 1541)

Úspěchu proti muslimským zbraním mělo být dosaženo s pomocí křesťanských spojenců. Ve Středomoří Manuel spoléhal především na Benátskou republiku a johanity. V Asii měl jeho mesianistické ideje uvést do praxe v boji s Mamlúckým sultanátem s centrem v Egyptě indický guvernér Afonso de Albuquerque. Spolupracovat měl jednak s šíitským perským šáhem, jednak s hinduistickým vládcem říše Vidžajanagar a jednak s tzv. knězem Janem, bájným křesťanským vladařem, jehož říše byla od 20. let 14. století umísťovaná do dnešní Etiopie a portugalští námořníci ji toužebně vyhlíželi již od samého počátku éry zámořských objevů ve 20.–30. letech 15. století. Diplomatická jednání s perským šáhem však selhala, stejně jako vyzněly do ztracena kontakty s Vidžajanagarem, a možnosti etiopského neguše byly na lisabonském královském dvoře evidentně značně přeceněny. Rovněž síly malého Portugalského království s omezenými lidskými zdroji měly své hranice. Albuquerqueův plán na ekonomické oslabení Egypta odkloněním Nilu do Rudého moře a blokádou rudomořské obchodní trasy, stejně jako úvahy o vypálení svatých měst islámu Mekky a Mediny tak zůstaly jen v rovině nenaplněných tužeb.

## Zámořské objevy
Za Manuelovy vlády přestali být portugalští námořníci omezeni pouze na prostor Atlantského oceánu, který zkoumali po celé 15. století, a pronikli i do pro Evropany dosud naprosto neznámých vod Indického oceánu. Plavili se po hladinách světových moří a oceánů od Brazílie až po Čínu, což podnítilo ohromnou výměnu lidí, zboží, rostlin i zvířat, jaká dosud v historii lidstva neměla obdoby. Nebylo ničím překvapivým, když nějaký kapitán sloužil králi postupně alespoň ve dvou oblastech portugalského zájmu, kterými byla Brazílie a tropické regiony Afriky a Asie. Portugalci se tam setkávali s podivuhodnými kulturami a civilizacemi i exotickou faunou a flórou a pokoušeli se nalézt odpovědi na otázky, kterým středověk nerozuměl a ani rozumět nemohl. Tradiční vnímání světa bylo vystaveno sílícímu tlaku nových informací a poznatků, který rozbil jak středověké jistoty svázané s magickým číslem tři, tak dosavadní chápání času a přinesl nové a neotřelé kulturní vlivy.

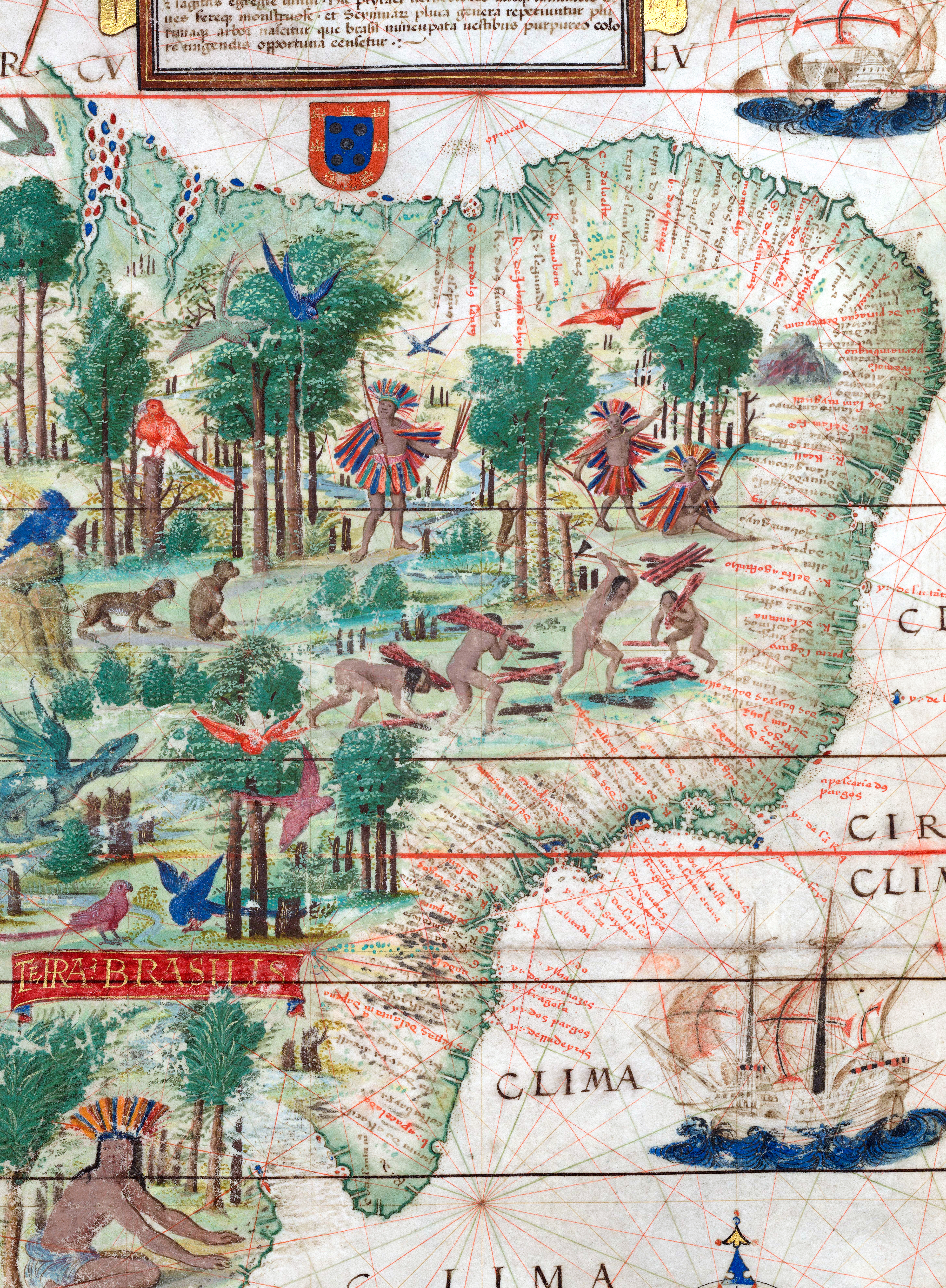
Mapa Brazílie, na níž lze spatřit hlavní brazilské vývozní artikly na poč. 16. století – opice, papoušky a pernambukové dřevo těžené Indiány
(Lopo Homem, Pedro Reinel, Jorge Reinel, tzv. Atlas Miller nebo též Atlas Homem-Reinéis, asi 1519–1522)

Nejvýznamnějším zeměpisným objevem, který se v době panování Manuela I. uskutečnil, bylo nalezení přímé námořní cesty do Indie Vaskem da Gama v letech 1497–1499. Prvním Portugalcem, který poznal Indický oceán, však byl cestovatel znalý arabštiny a se zkušenostmi z Maroka Pedro da Covilhã. Ten v letech 1488–1493 prozkoumal politickou i ekonomickou situaci regionů ležících na jeho březích a seznámil se s místními geografickými zvláštnostmi i principy námořního obchodu, byť není zcela jasné, zda se tyto informace nakonec dostaly až do Lisabonu. Nezdá se totiž, že by byl Vasco da Gama během své expedice s tamější realitou nějak podrobně obeznámen. Po roce 1500 již z jihozápadního okraje Evropy mířila do Asie každoročně jedna flotila, tvořená v první polovině 16. století sedmi až čtrnácti plachetnicemi, jejichž primárním cílem bylo zajistit Portugalsku kontrolu nad lukrativním obchodem s orientálními produkty. Současně s tím však docházelo i k prozkoumávání rozlehlých moří monzunové Asie, která byla na evropském kontinentu opředena mýty, jež měly kořeny již ve středověku a byly spojeny s údajným nepředstavitelným bohatstvím tamějších říší, které měly být navíc obývány rozličnými bájnými tvory.
Již na samém počátku této objevitelské epopeje, tedy v roce 1500, spatřil bratr slavného pokořitele mysu Dobré naděje Bartolomea Diase Diogo Dias břehy Madagaskaru, čtvrtého největšího ostrova světa. Jeho ekonomická přitažlivost však byla minimální, a proto zůstal stranou portugalského zájmu. V několika následujících letech byly na mapy zakresleny drobné ostrovy uprostřed jižního Atlantiku, jako Ascension (1501), ostrov svaté Heleny (1502) nebo Tristan da Cunha (1506), na které portugalští kapitáni narazili až tak pozdě, poněvadž své lodě vedli až do konce 15. století těsně při afrických březích. Ke změně došlo teprve s pochopením faktu, že využití trasy vedoucí přímo středem Atlantského oceánu jižně od rovníku výrazně zkrátí celkovou dobu plavby, neboť tam nebylo nutné čelit pasátům vanoucím k severu. Plavba proti směru převládajícího větru sice byla možná, avšak nezbytným křižováním se enormně zvyšovala délka trasy, kterou musela plachetnice urazit.

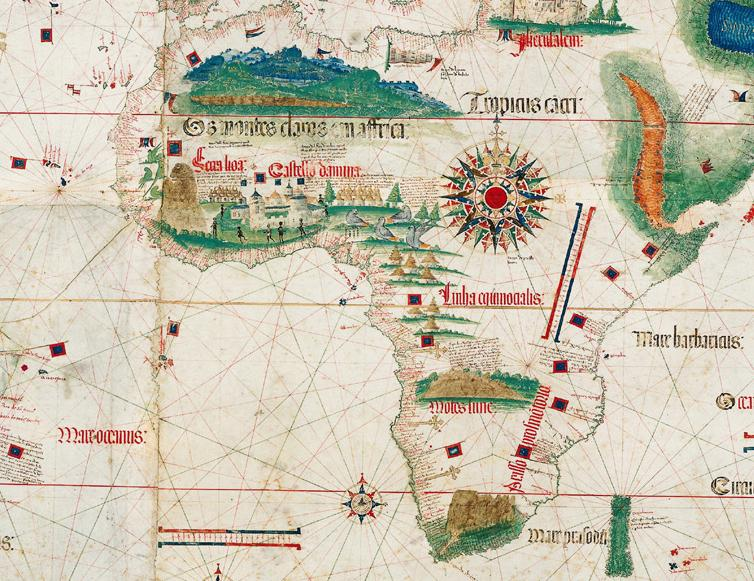
Mapa Afriky na výřezu z mapy světa, která jako vůbec první zachycovala rovník a obratníky
(Tzv. Cantinova planisféra, 1502)

Během první třetiny 16. století Portugalci poznali všechny zásadní ostrovy v prostoru Arabského moře, jako dnes jemenský ostrov Sokotra (1503), souostroví Seychely (1503), Komory (1505–1506), tři ostrovy ze souostroví Maskarény – Mauricius (1505–1510), Réunion (1513) a Rodrigues (1528), a Čagoské ostrovy (1532). Výstavbou tvrzí v klíčových přístavech Kóčin (1503), Goa (1510) a Ormuz (1515) mezitím obdivuhodně rychle dostali pod kontrolu větší část objemu tamějšího námořního obchodu. Jakmile byli pevně zachyceni v západní části Indického oceánu, mohli začít pronikat dále na východ.
U Malediv zakotvil Lourenço de Almeida již v roce 1506, zatímco na Cejlonu jej udivení domorodci přivítali jen o něco později téhož roku. K ostrovu byl prý přiváben vůní skořice. Když se v roce 1511 ocitla v portugalských rukou Malakka (dnešní Melaka) v Melackém průlivu, nejvýznamnější překladiště zboží v jihovýchodní Asii, otevřela se portugalským mořeplavcům cesta do malajského kulturního prostoru, tedy do oblasti dnešní Indonésie. Neváhali proto ani chvilku a tak se již příštího roku 1512 mohl díky pomoci domorodého kormidelníka vylodit na ostrově Ternate v souostroví Moluky kapitán Francisco Serrão. Moluky byly v Evropě známy jako bájné ostrovy koření, poněvadž z nich pocházely na evropských trzích nesmírně ceněné druhy koření hřebíček a muškátový ořech. V letech 1511–1512 první portugalští kupci a diplomaté navštívili barmánské státy Arakan a Pegu, stejně jako Siam (dnešní Thajsko), a roku 1513 pak Jorge Álvares poprvé obchodoval na území Číny, konkrétně na ostrůvku Lin-ťin (Tamau) v ústí Perlové řeky nedaleko Kantonu (dnes Guangzhou).

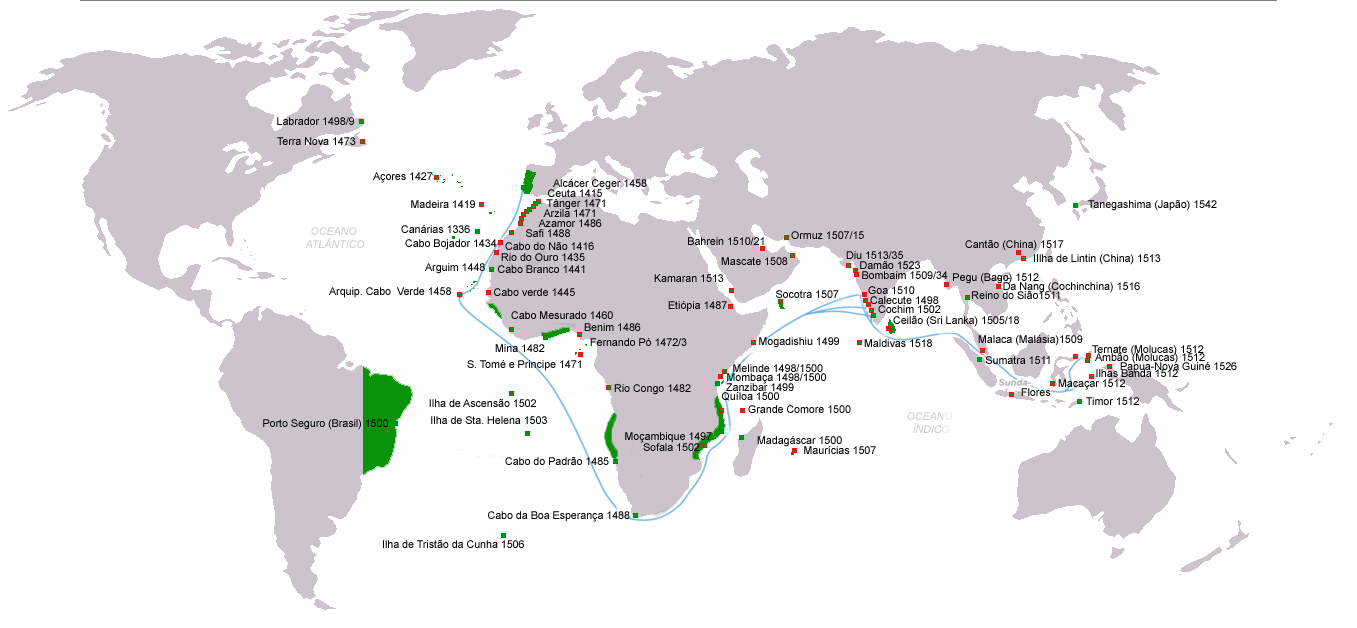
Přehled nejvýznamnějších zeměpisných objevů portugalských námořníků

Jestliže objev námořní trasy do Indie přinesl Portugalsku takřka okamžitý zisk, potenciál Brazílie, objevené pro Evropu v roce 1500 a původně nazývané Ilha da Vera Cruz (Ostrov pravého kříže), se měl projevit teprve ve druhé polovině 16. století, kdy portugalská říše bohatla z exportu brazilského třtinového cukru. Ačkoliv za objevitele Brazílie je všeobecně pokládán Pedro Álvares Cabral, je nesporné, že o několik měsíců dříve se u jejího pobřeží postupně zastavily lodě dvou španělských kapitánů. Cabralův primát se však zakládá na tom, že po jeho příjezdu bylo fakticky zahájeno osídlování země. V minulosti se také vedly diskuse o tom, zda byl objev Brazílie plánovanou či naopak zcela náhodnou akcí. V současnosti se zdá, že portugalský dvůr celý podnik pečlivě připravoval, a to jako reakci na hrozící nebezpečí ze strany Španělů, jejichž lodě stále častěji proplouvaly kolem severobrazilského pobřeží do Karibského moře. Na druhou stranu je zřejmě nelegitimní se domnívat, že by v Lisabonu o existenci Brazílie věděli již před rokem 1494, kdy byla uzavřena smlouva z Tordesillasu dělící sféry vlivu na Zeměkouli mezi Portugalsko a Španělsko. Posun hraniční linie o 270 námořních mil na západ oproti původnímu návrhu, takže se nalézala 370 námořních mil západně od nejzápadnějšího z Kapverdských ostrovů, díky čemuž Brazílie připadla Portugalsku, měl nejspíše pouze zajistit dostatečný prostor portugalským plachetnicím, které se plavily do Indie středem Atlantiku, aby tak co nejlépe využily pasátových větrů.
Co se týče portugalských výprav v severním Atlantiku ke břehům Severní Ameriky, řadí se k těm nejméně známým, avšak současně k těm nejzajímavějším. Portugalští mořeplavci se totiž pohybovali ve vodách, které před nimi brázdily jen lodě vikingů. João Vaz Corte-Real z azorské šlechtické rodiny se údajně již roku 1472 dostal k Newfoundlandu, kde však zcela jistě zakotvil až italský mořeplavec v anglických službách John Cabot (1497). Na jeho druhé plavbě (1498) jej pravděpodobně jako kormidelník doprovázel João Fernandes, zvaný Labrador, a společně objevili pás země od Grónska až k Newfoundlandu, kterou nazvali Terra do Labrador (Labradorova země). Pojmenování se udrželo pro severovýchodní Kanadu. Do stejných míst zamířili v letech 1500–1502 také bratři Gaspar a Miguel Corte Real, ale oba v ledových vodách zmizeli. V letech 1520–1521 na jejich aktivity navázal João Álvares Fagundes, který doplul k jižní části Newfoundlandu, kde dnes leží francouzská osada Saint Pierre a Miquelon. Kromě toho je dost možné, že se dotkl i Nového Skotska (Akádie) a zátoky sv. Vavřince. Přestože není zcela jasné, zda se mu na Newfoundlandu podařilo založit fungující kolonii, nepochybně tam v následujících letech vznikly stanice, z nichž portugalští, španělští, francouzští a angličtí rybáři vyplouvali na lov tresek, sleďů a huňáčků severních. Na ostrově Sable pak zřejmě právě Fagundes vysadil krávy a prasata, která tam zdivočela.

## Zámořská expanze a vznik obchodního impéria

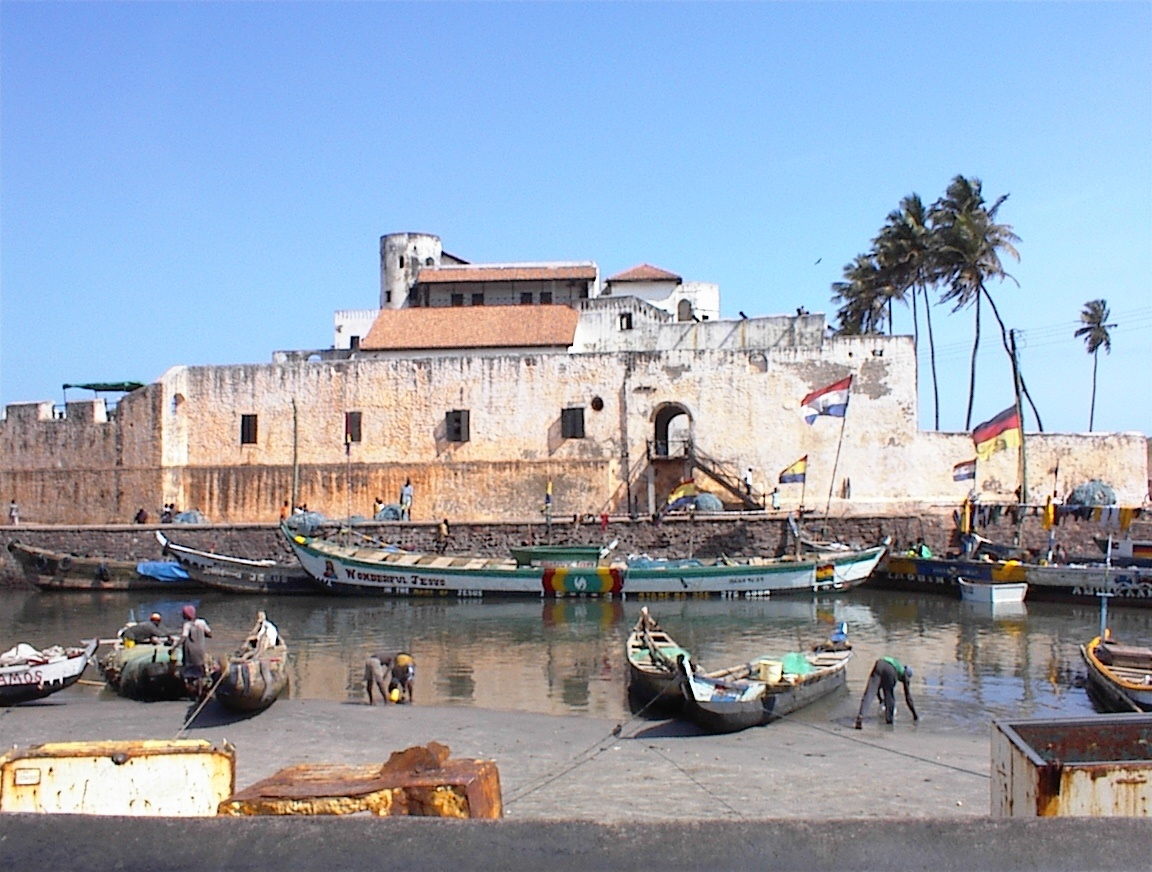
Portugalská pevnost São Jorge da Mina, která stojí na pobřeží Ghany, je pravděpodobně první budovou na světě postavenou z prefabrikátů (1481–1482)

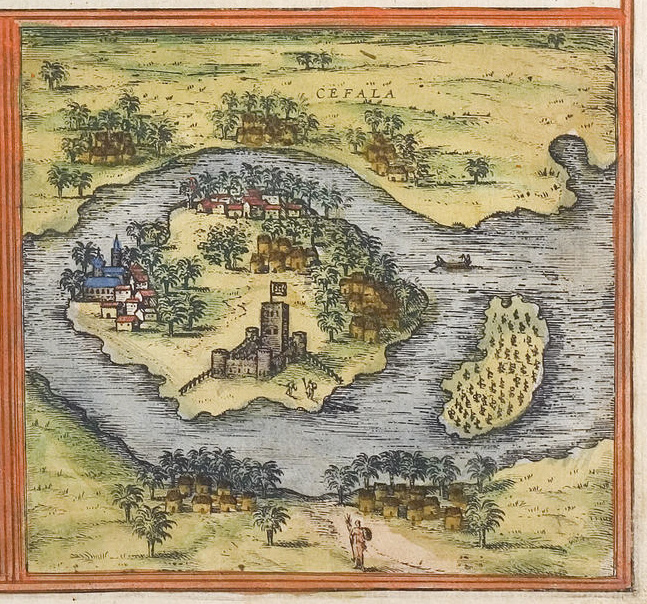
Sofala, centrum východoafrického obchodu se zlatem, kde od roku 1505 stála portugalská tvrz
(Rytina z díla Civitates Orbis terrarum, Georgius Braunius, 1572)

Počátek portugalské zámořské expanze se obvykle klade do roku 1415, kdy byl dobyt marocký přístav Ceuta. Po následujících téměř 100 let portugalské plachetnice trpělivě překonávaly nástrahy Atlantského oceánu i středověké obavy z cizího a neznámého a podél západních břehů černého kontinentu pronikly v 80. letech 15. století až do jihozápadní Afriky. Na přelomu 15. a 16. století vpluly do vysněného Indického oceánu a takřka současně se dotkly pobřeží Brazílie, což umožnilo zformování prvního multikontinentálního impéria v historii. To se svou strukturou zřetelně odlišovalo od španělské koloniální říše té doby, poněvadž se jednalo výhradně o námořní impérium tvořené sítí námořních tras a pevností a faktorií (obchodních stanic) rozesetých na pobřeží od Brazílie na západě až po Moluky a Japonsko na východě. Hlavními portugalskými cíli v zámoří totiž až do 70. let 16. století nebyla tvorba produkčních kolonizačních center (čestnou výjimku představovaly od 15. století atlantské ostrovy Azory, Madeira a ostrov sv. Tomáše, od 30. let 16. století pak též Brazílie), nýbrž kontrola námořního obchodu (v 16. století obvykle prostřednictvím královských monopolů) a christianizace domorodého obyvatelstva. Portugalci považovali v souladu s mimořádně silným náboženským zanícením celé portugalské společnosti za svoji povinnost šířit víru v pravého Boha až do nejzazších koutů planety. Spolupráce kříže a Koruny, vyjadřující úzké sepětí zájmů církve a státu, byla výraznou charakteristikou tzv. první (1415–1668) i druhé portugalské zámořské říše (1668–1825), která se zhroutila spolu s tzv. starým režimem (ancien régime) a osamostatněním Brazílie.

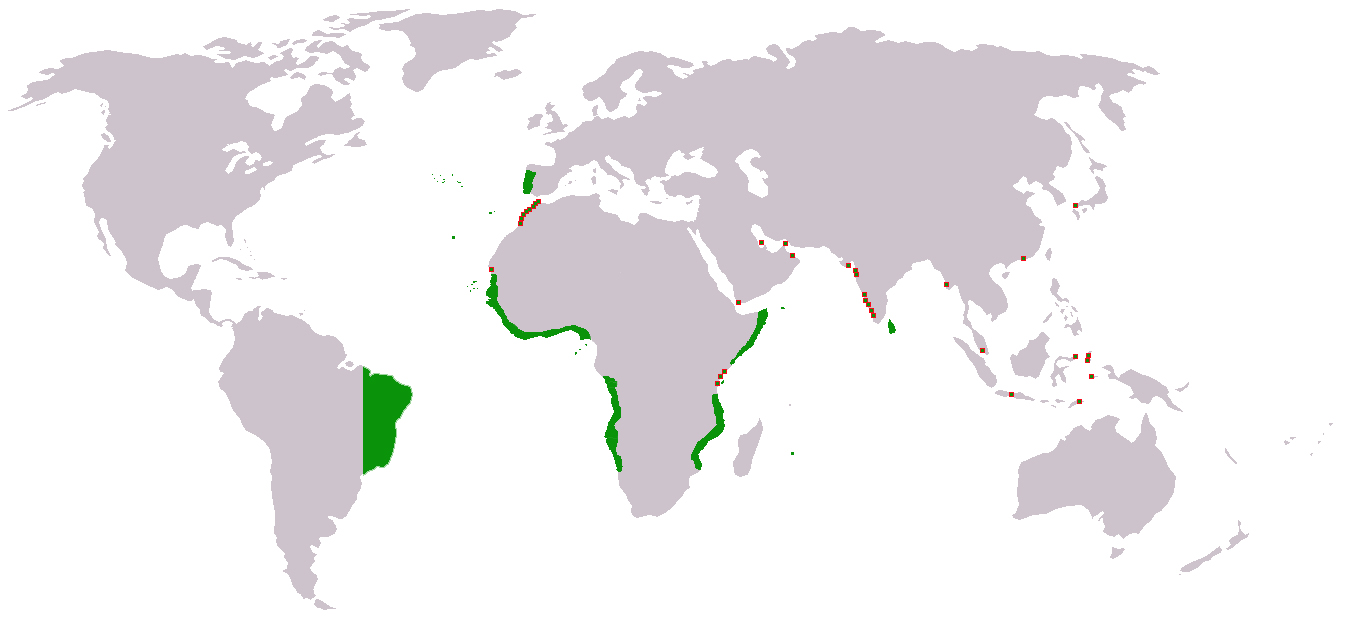
Portugalská říše v 16. století

Portugalská expanze se od samého počátku potýkala s několika zásadními problémy. Slabě rozvinutá ekonomika portugalského státu jej činila do značné míry závislým na zahraničním, především pak italském, německém a později i nizozemském kapitálu. Chronický nedostatek lidských zdrojů pak jeho aktivity silně podvazoval po celou dobu jeho mimoevropského angažmá. Při vědomí nízkého počtu obyvatel, kterých v letech 1527–1532, kdy proběhlo jejich první sčítání, žilo v zemi pouze 1 200 000 až 1 250 000, je limitovaná akceschopnost portugalské říše pochopitelná. Jedno z řešení nabízel fenomén míšenectví, které se prosadilo do té míry, že mohlo vzniknout rčení „Bůh stvořil lidi a Portugalci míšence“. Nedokázala ho potlačit ani zcela běžná rasová nenávist tehdejších obyvatel Evropy vůči příslušníkům odlišných etnik, jež byla v Portugalsku ještě zvýrazněna zákonem o tzv. čistotě krve (pureza či limpeza de sangue). Ten osobám s příměsí židovské či černošské krve zakazoval přístup na vyšší úřednické posty a na univerzitu. Portugalská říše se tak bezpochyby stala skutečným multirasovým impériem, byť výsadní postavení bělochů nebylo nikdy zpochybněno.
Portugalské zisky z obchodu s mimoevropskými komoditami, především pak s orientálním kořením, dosahovaly za vlády Manuela I. v první čtvrtině 16. století skutečně enormních hodnot. Nejcennějším artiklem byl pepř, jehož se na samém počátku 16. století přiváželo z Malabarského pobřeží (přístav Kóčín) do Lisabonu ročně asi 1469 tun. Naopak benátský export pepře z Alexandrie poklesl oproti předcházejícímu období o 1/3 a z Bejrútu dokonce o 1/6. Současně Portugalci v této době transportovali z faktorií ležících na Zlatém pobřeží v dnešní Ghaně (nejvýznamnější byla São Jorge da Mina) každý rok zlato v hodnotě asi 25 500 000 reálů, což představovalo 1/10 tehdejší světové produkce žlutého kovu. Zlato kromě toho nakupovali i ve východoafrickém přístavu Sofala. V roce 1515 se tak obchod s kořením a zlatem mohl na státních příjmech podílet až 39–40 % a v letech 1518–1519 pak pocházelo 65–70 % příjmů Koruny ze zámořského obchodu jako celku. Tak ohromných zisků mohlo být dosaženo proto, že na evropských trzích se orientální produkty běžně prodávaly až čtyřiceti nebo dokonce dvousetčtyřicetinásobně dráž než v produkčních centrech. Čistý zisk se tak pohyboval v obrovských hodnotách 260–1500 %.
Cílem Manuelovy politiky v Maroku, kde byli Portugalci přítomni již od roku 1415, bylo získat pod kontrolu pobřeží země se všemi důležitými přístavy a ústími řek a následně ovládnout oba tamější nejvýznamnější státní útvary – království Fez a emirát Marrákeš. Tím mělo být eliminováno jak nebezpečí turecké penetrace do bezprostřední blízkosti Gibraltarského průlivu, kde zajištění bezpečnosti křesťanské námořní plavby bylo prvořadým cílem portugalské expanze do Maghrebu, tak kastilské konkurence v regionu. Kolem roku 1500 drželi Portugalci opěrné body pouze v severním Maroku – přístavy Ceuta, Tanger (Tandža), Alcácer Ceguer (al-Qasr as-Saghír) a Arzila (Asílah). Už v roce 1505 ale vyrostla první portugalská pevnost i v oblasti jižně od řek Sebú a Bú Regreg – v Agadiru, kam Kastilci z nedaleko ležících Kanárských ostrovů nejčastěji pronikali. V následujících letech byly vybudovány tvrze Mogador (1506) a Aguz (přelom let 1507 a 1508), jež byla údajně postavena z dovezených prefabrikátů za jednu jedinou noc. Ekonomicky i strategicky cenného Safimu (Safi), centra produkce vlněných a plátěných textilií zvaných alquicés a alambéns, za které se v hojné míře nakupovalo zlato a otroci ve faktoriích v mauretánském Arguimu i v ghanské São Jorge da Mina, se v roce 1508 zmocnil již sedmdesátiletý veterán Diogo de Azambuja. V roce 1513 si pak portugalský výsadek podmanil i další přístav hospodářsky rozvinutého atlantského regionu Maroka jménem Doukkala, jehož pláně byly pokryty lány obilí, a sice Azamor (Azemmour). Vody v okolí města byly nesmírně bohaté na hodnotný druh ryb zvaný placka pomořanská, ale jeho přístav nebyl příliš kvalitní. Udržení Azamoru v portugalských rukou tak měla garantovat pevnost vystavěná v roce 1514 v blízkém Mazagão (Al-Džadída). Ta pak zůstala v portugalské moci nejdéle ze všech marockých pozic – až do roku 1769.
Mezitím Kastilie smlouvou ze Sintry z roku 1509 rezignovala na atlantské pobřeží Afriky v celé jeho délce a za zónu své expanze si vymezila zhruba pobřeží Alžírska, Tuniska a Libye. Portugalsku se tak otevřela cesta k prosazení úplné blokády marockých břehů a následnému finálnímu útoku na Fez. V roce 1514 sice portugalské síly dosáhly prvního (ale také posledního) vítězství v polní bitvě svedené na severoafrické půdě (tzv. bitva náčelníků), kde jinak zůstávaly ukryty za hradbami svých měst, ale v roce 1515 utrpěly katastrofální porážku u osady Mamora a navíc byly odraženy od Marrákeše. Tím se období aktivní politiky lisabonského dvora v Maghrebu na 60 let uzavřelo a obnovil ji až rozporuplně hodnocený král Sebastian I., který však nalezl smrt v bitvě u Alcácer Quibiru (1578), nejtragičtější vojenské porážce portugalských dějin. Ukázalo se totiž, že muslimský arabsko-berberský element je v severozápadním cípu Afriky již příliš silně zakořeněn a že Portugalsko nemá dostatek zdrojů, aby jej nahradilo tím křesťanským, který tam byl přitom jako pozůstatek římské nadvlády patrný ještě v 11. století.

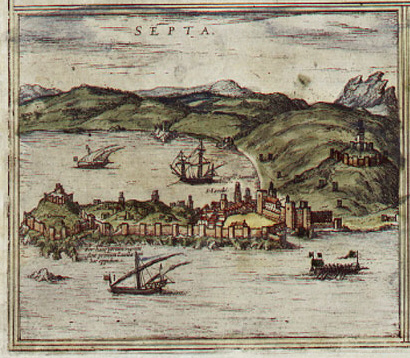
Ceuta na rytině z díla Civitates Orbis terrarum (1572) od Georgia Braunia

Stejně ambiciózní plány, jaké měl Manuel v Maroku, rozvíjel i v Asii, kam portugalské plachetnice pronikly poprvé v roce 1498. Příslušníci tzv. obchodní strany v Lisabonu viděli ve shodě s italskými a německými kupci primární cíl v ovládnutí obchodu s orientálním kořením (malabarský pepř, cejlonská skořice, hřebíček z Moluk a muškátový ořech a květ z nedalekého souostroví Banda), jež v Evropě tehdy sloužilo nejen k dochucování jídel, ale i k jejich konzervaci a k lékařským účelům. Manuel I. však kontrolu tohoto obchodu, ve kterém do té doby dominovali muslimští kupci, považoval pouze za prostředek, jak získat nezbytné zdroje k útoku na muslimské pozice na Blízkém východě. Nepřekvapí proto, že námořní trasu kolem jižního cípu Afriky (tzv. Carreira da Índia) považoval pouze za dočasnou, protože po úspěšné ofenzívě proti Malmúckému sultanátu (v Egyptě) plánoval využívat tradiční rudomořskou cestu, po které své zboží přepravovali muslimové. Jejich aktivity se přitom portugalské koráby od roku 1503 snažily opakovanými a dlouhodobě nepříliš úspěšnými blokádami úžiny Bab el-Mandeb eliminovat a dosáhnout tak ekonomického zruinování Egypta.
Aby bylo možné alespoň zčásti uvažovat o úspěšné realizaci Manuelova velkolepého projektu, bylo nezbytné získat v Indickém oceánu spojence a s jejich pomocí zformovat antimuslimskou koalici. To se však po roce 1501, kdy se ukázalo, že žádný z indických panovníků není křesťanem, jevilo jako mnohem obtížnější, než Manuel původně očekával. Portugalci za jeho vlády usilovali o vznik akceschopné aliance s šíitskou Persií, jež byla nesmiřitelným nepřítelem Osmanské říše podporující Mamlúky, s hinduistickým Vidžajanagarem z jižní Indie a s východoafrickou Etiopií, jejíž panovník byl ztotožňován s bájným knězem Janem, avšak marně. Muslimskému pokusu o revizi situace nastolené v asijských vodách po roce 1498 se tak museli bránit sami. První indický místokrál Francisco de Almeida, jmenovaný roku 1505, však multikontinentální muslimské loďstvo složené jak z egyptských a gudžarátských lodí, tak z plavidel pocházejících z přístavu Kalikat na Malabarském pobřeží, na hlavu porazil v bitvě u Diu (1509), čímž Portugalcům na dalších zhruba 100 let zajistil v Indickém oceánu námořní převahu.
Jeho nástupce, guvernér Afonso de Albuquerque, pak existenci portugalské říše v Asii (tzv. Estado da Índia) zabezpečil obsazením strategicky vhodně položených přístavů, které byly klíčové pro kontrolu námořních obchodních tras. Již v roce 1503 vystavěl vůbec první portugalskou tvrz na Východě, a to v Kóčínu na Malabarském pobřeží Indie. V roce 1510 ovládl indickou Gou, jež bohatla především z dovozu arabských a perských válečných koní do indického vnitrozemí a jež se roku 1530 stala centrem portugalského panství v Orientu. Roku 1511 dobyl hlavní středisko obchodu v jihovýchodní Asii Malakku, čímž získal kontrolu nad Melackým průlivem spojujícím Indický oceán s Dálným východem. V roce 1515 nakonec obsadil Ormuz, skutečný klíč k Perskému zálivu. Nedokázal však ztéci hradby jemenského Adenu (1513), což Portugalcům znemožnilo účinnou kontrolu úžiny Bab el-Mandeb, kudy tak nadále procházelo určité množství zboží do egyptské Alexandrie, libanonského Bejrútu a syrského Damašku. Vzhledem k tomu, že fungování portugalské říše bylo založeno na převaze ve sféře námořního obchodu, neschopnost uzavřít rudomořskou trasu představovala do budoucna poměrně zásadní problém. Realizovat Manuelovy utopické plány se Albuquerquovi taktéž nepodařilo a portugalské aktivity v Orientu tak byly po panovníkově smrti v roce 1521 spojeny výhradně s rozvojem obchodu a pokusy o christianizaci tamějšího obyvatelstva, byť protimuslimský osten v podobě permanentního křižáckého tažení zůstal v portugalské expanzi latentně přítomen po celé 16. století, jak dokládají např. kroniky Joãa de Barros.
V atlantském prostoru se nalézala jediná území, jež byla v době vlády Manuela I. v rámci portugalské zámořské říše skutečně kolonizována. Jedná se o ostrovy Madeira a ostrov sv. Tomáše, které byly známé produkcí třtinového cukru, o Azorské ostrovy, na kterých se pěstovala pšenice, a o aridní Kapverdské ostrovy, které hrály spíše strategickou roli a fungovaly jako základna pro obchod s protějším západoafrickým pobřežím zvaným Rios da Guiné (zhruba dnešní Guinea-Bissau). Oproti rozvíjejícím se ekonomikám většiny atlantských ostrovů byla Brazílie počátkem 16. století jen divokou krajinou obývanou Indiány neznajícími železo, která do zahájení systematické kolonizace v roce 1530 nabízela jen pernambukové dřevo, podivuhodné opice a pestrobarevné papoušky. Naopak pozice západní Afriky, jež byla mezi řekami Senegal a Kongo tehdy označována jako Guinea, byla nepoměrně významnější. Ve faktoriích rozmístěných na jejích březích od Mauretánie až po Angolu bylo možné nakoupit celé spektrum zboží.
V pouštním Arguimu (zal. r. 1448) nedaleko Bílého mysu nabízeli berberští kupci za obilí, a zejména marocké textilie a berberské koně zlato, černé otroky a arabskou gumu. Pepřonosné pobřeží na území dnešní Sierry Leone a Libérie poskytovalo tzv. malagetový pepř (guinejský pepř), jenž byl sice méně kvalitní, ale současně levnější než pepř asijský. Pobřeží slonoviny, jemuž tento název zůstal dodnes, lákalo zásobami sloních klů, které byly využívány pro výrobu hřebenů, zrcátek a různých nádob, ozdobných předmětů a sošek. V São Jorge da Mina (zal. v l. 1481–1482) a Aximu (zal. r. 1486) na tropickém Zlatém pobřeží portugalští kupci získávali za látky, mosazné náramky (tzv. manilhas) a měděné mísy tolik žádaný žlutý kov. Otročí pobřeží mezi řekami Volta a Niger se zase stalo centrem obchodu s otroky, kteří však byli nakupováni stejně tak i severněji v Senegambii a jižněji v království Kongo, jež leželo zhruba na území dnešní Angoly. Portugalci se ho během 1. poloviny 16. století za spoluúčasti místního lusofilního vládce Alfonse I. nepříliš úspěšně pokusili transformovat v křesťanský stát řídící se evropskými společenskými a právními normami. Kromě otroků bylo toto království také zdrojem slonoviny a mědi. Naznačená bohatá paleta západoafrických komodit představovala pro Portugalské království až do příchodu evropských konkurentů ve 30.–40. letech 16. století poměrně jistý zdroj příjmů, poněvadž na rozdíl od Indického oceánu nemuseli Portugalci v Atlantiku soupeřit s žádnými domorodými kupci. Veškerý obchod se tam totiž do jejich příjezdu uskutečňoval výhradně po souši.

## Rozkvět kultury na královském dvoře
Portugalský královský dvůr za vlády Manuela I. oslňoval všechny, zejména však zahraniční návštěvníky obrovským luxusem a nádherou, které byly přímým důsledkem výnosného obchodu s Orientem. Ten panovník v roce 1506 prohlásil monopolem Koruny, což mu sice vyneslo neuctivé označení „král hokynář“, kterým jej počastoval francouzský král František I., ale současně mu zajistilo enormní zisky a učinilo jej jedním z nejbohatších vládců Evropy. V lisabonském přístavu se potkávali kupci a agenti slavných italských a německých bankovních domů Marchionni a Perestrelo či Welserů, Fuggerů a Hochstetterů s vyslanci panovníků zemí, jež ležely až kdesi za obzorem. Roku 1508 se tam objevil diplomat konžského manikonga Pedro de Sousa a v roce 1514 poctil Portugalsko svou návštěvou reprezentant etiopského neguše Mateus. Na počátku druhého desetiletí 16. století se pak do portugalského hlavního města možná dostal i první zástupce daleké Říše středu, tedy Číny, byť se nejednalo o oficiálního emisara. V atmosféře čilého obchodního ruchu první čtvrtiny 16. století se Lisabon zařadil mezi největší evropská města, když se počet jeho obyvatel pohyboval okolo 65 000.

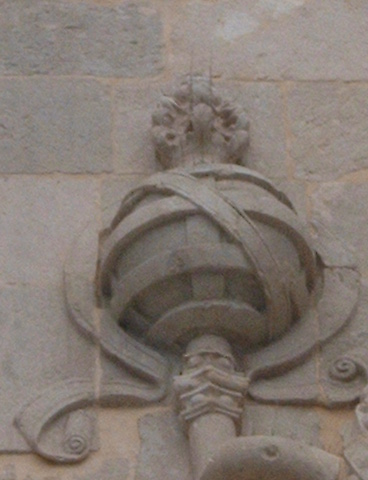
Armilární sféra vyvedená v kameni, jeden z dekorativních prvků tzv. manuelského slohu

Světovládné nároky portugalského krále reprezentovali na jeho dvoře rozliční zástupci exotické fauny pocházející z amerického, afrického i asijského kontinentu. Nalézali se mezi nimi jak indičtí sloni a nosorožci, tak perský levhart, africké gazely nebo brazilské opice a papoušci (zvaní pro svou barevnost ptáci z Ráje). Některá zvířata poslal Manuel v roce 1514 v rámci poselstva vedeného Tristãem da Cunha do Říma, kde silně zapůsobila na papeže a sbor kardinálů. Vynikal mezi nimi unikátní bílý indický slon, který se jmenoval Hanno. Snad ještě většího věhlasu po celé Evropě dosáhl nosorožec, který v roce 1516 dorazil do Lisabonu z Indie, kde jej guvernér Afonso de Albuquerque získal jako dar od sultána Gudžarátu. Král Manuel jej záhy nechal zaslat jako pozornost nejoddanějšího křesťanského panovníka, do kteréžto role se stylizoval, papeži Lvu X., ale plachetnice poblíž Janov ztroskotala a nosorožec zahynul. Podle vzoru jedné portugalské kresby jej však na nesmrtelné rytině zachytil německý umělec Albrecht Dürer.
Král Manuel byl štědrým mecenášem umění, jehož velkorysosti využívali mj. „otec portugalského divadla“ a zlatník v jedné osobě Gil Vicente, básník Garcia de Resende, autor Obecného zpěvníku obsahujícího tzv. dvorskou poezii ze 2. poloviny 15. a počátku 16. století, nebo kosmograf, navigátor a statečný voják (zvaný portugalský Achilles) Duarte Pacheco Pereira, jenž sepsal přelomové kosmografické dílo portugalského humanismu Esmeraldo de Situ Orbis, v němž již z velké části spoléhal na vlastní zkušenosti a očitá pozorování. V architektuře se v Portugalsku té doby rozvinul svébytný sloh zvaný manuelský (manuelino), který byl směsicí gotických, platereskních, mudájarských, muslimských a indických prvků. K dekoraci využíval námořních, zvířecích a rostlinných motivů a královských a náboženských symbolů. Na příslušných stavbách, z nichž je třeba zmínit zvláště klášter sv. Jeronýma v lisabonské čtvrti Belém, tak lze obdivovat lana, kotevní řetězy, exotická zvířata, mušle nebo tzv. armilární sféry a kříže Kristova řádu. Jméno po králi Manuelovi však uměleckému slohu dal až brazilský historik Francisco Adolfo Varnhagen v 19. století.

## Zhodnocení
Manuel I. zemřel 13. prosince 1521 v Lisabonu v očekávání uzavření protimuslimské alianční dohody s Etiopií, v níž od roku 1520 jako první portugalský emisar vůbec jednal Rodrigo de Lima. Jeho úsilí však tváří v tvář dočasnému oslabení největšího etiopského soupeře – svazu muslimských států (tzv. Adal) – a tudíž poklesu etiopského zájmu o spolupráci s Portugalskem vedlo pouze k předání přístavů Zejly, Massavy a Suakinu do portugalských rukou (1526). Manuel se tohoto faktického krachu diplomatických jednání s panovníkem, kterého on i jeho současníci považovali za kněze Jana, jehož hledání bylo jedním z největších podnětů pro portugalské zámořské plavby v 15. století, již nedožil. Nezažil ani to, že to nakonec byli paradoxně Portugalci, kteří etiopskému negušovi poskytli vojenskou pomoc (v letech 1541–1543), jež tamější křesťanskou společnost zachránila před absorpcí islámem. Do hrobu, jenž se nalézá v klášteře sv. Jeronýma, jenž byl na jeho popud vystavěn v Lisabonu, si s sebou vzal všechny své mesianistické plány a křižácké projekty. Jeho syn Jan III. se již v Orientu soustředil výhradně na kontrolu tamějších obchodních tras.
Král Manuel je sice nazýván Šťastným, avšak naplnění žádného ze svých velkolepých snů nedosáhl. Navíc nesporné úspěchy, jimiž bylo objevení námořní cesty do Indie (1497–1499) a upevnění portugalských pozic v jižním Atlantiku oficiálním zabráním Brazílie (1500) byly více než čím jiným výsledkem prozíravé politiky Manuelova předchůdce Jana II. Manuel byl podobně jako jeho současník, římský císař Karel V., ještě v zajetí středověkého myšlení a kromě toho příliš důvěřoval Boží Prozřetelnosti, jež jej měla vynést na trůn. Na druhou stranu právě jeho zásluhou došlo k etablování portugalské moci v Asii, kde se pak udržela po následujících 450 let. Současně byla jeho vláda dobou mohutného kulturního rozkvětu, který těžil z rozlehlé sféry portugalského vlivu obepínající celou Zeměkouli.

## Potomci
Manuel I. byl celkem třikrát ženat, pokaždé se španělskou princeznou. To vyjadřuje jeho snahu o zachování přátelských vztahů s jediným sousedem Portugalského království v Evropě – Španělskem, což mělo umožnit věnovat veškeré úsilí země expanzi do zámoří.
Dne 6. října 1497 se jeho první manželkou stala španělská infantka Isabela Aragonská (1470–1498), dcera Katolických Veličenstev (jejímž prvním manželem byl tragicky zahynuvší syn Manuelova předchůdce Jana II. Alfons), která zemřela při porodu svého jediného dítěte.
- Michael Portugalský (Miguel) (24. srpna 1498 – 20. července 1500), korunní princ kastilský, aragonský a portugalský. S jeho osobou byl spojen záměr sjednocení zemí jeho rodičů – Portugalska a Španělska; zemřel však jako ani ne dvouleté dítě a s ním i tato naděje.

Druhá svatba se konala 30. října 1500 a princezna Marie Aragonská (1482–1517), dcera Katolických Veličenstev, mladší sestra Manuelovy první manželky, mu porodila deset dětí; z nich pouze dvě zemřely v útlém věku, což v té době nebylo zcela obvyklé:
- Jan III. (6. června 1502 – 11. června 1557), král portugalský a algavre od roku 1521 až do své smrti, ⚭ 1525 Kateřina Habsburská (14. ledna 1507 – 12. února 1578)
- Isabela (24. října 1503 – 1. května 1539), ⚭ 1526 Karel V. (24. února 1500 – 21. září 1558), španělský král, římský král a císař, vévoda burgundský
- Beatrix (31. prosince 1504 – 8. ledna 1538), svrchovaná hraběnka z Asti, ⚭ 1521 Karel III. Savojský (10. října 1486 – 17. srpna 1553), vévoda savojský
- Ludvík (3. března 1506 – 27. listopadu 1555), vévoda z Beji, zemřel svobodný, ale měl nelegitimního syna, Antonína, který byl po dobu 33 dní v roce 1580 portugalským králem
- Fernand (5. června 1507 – 7. listopadu 1534), vévoda z Guardy a Trancosa, ⚭ 1530 Guiomar Coutinho, 5. hraběnka z Marialva
- Alfons (23. dubna 1509 – 21. dubna 1540), kardinál, lisabonský arcibiskup
- Jindřich I. (31. ledna 1512 – 31. ledna 1580), král portugalský a algarve od roku 1578 až do své smrti, svobodný a bezdětný
- Marie (*/† 3. února 1513)
- Eduard (7. října 1515 – 20. září 1540), vévoda de Guimarães, ⚭ 1537 Isabel z Braganzy (1514–1576)
- Antonio (*/† 9. září 1516)

Poslední Manuelovou manželkou se stala neteř jeho první ženy Isabely, Eleonora Habsburská (1498–1558). Svatba se konala dva roky před Manuelovou smrtí, 7. března 1519 v Lisabonu. Eleonora mu porodila dvě děti; z nich starší syn zemřel jako nemluvně:
- Karel (Carlos) (18. února 1520 – 14. dubna 1521)
- Marie (18. června 1521 – 10. října 1577), vévodkyně z Viseu, známá jako jedna z nejbohatších princezen Evropy, humanistka a kulturní mecenáška, svobodná a bezdětná

### Literatura

Epistola de victoria contra infideles habita, 1507

## Vývod z předků
|                       |                          |  |                     |                      |  |  |  |  |  |  |  | Petr I. Portugalský |
|                       |                          |  |                     |                      |  |  |  |  |  |  |  |                     |
|                       | Jan I. Portugalský       |  |                     |                      |  |  |  |  |  |  |  |                     |
|                       |                          |  |                     |                      |  |  |  |  |  |  |  |                     |
|                       |                          |  |                     | Teresa Lourenço      |  |  |  |  |  |  |  |                     |
|                       |                          |  |                     |                      |  |  |  |  |  |  |  |                     |
|                       | Eduard I. Portugalský    |  |                     |                      |  |  |  |  |  |  |  |                     |
|                       |                          |  |                     |                      |  |  |  |  |  |  |  |                     |
|                       |                          |  |                     | Jan z Gentu          |  |  |  |  |  |  |  |                     |
|                       |                          |  |                     |                      |  |  |  |  |  |  |  |                     |
|                       | Filipa z Lancasteru      |  |                     |                      |  |  |  |  |  |  |  |                     |
|                       |                          |  |                     |                      |  |  |  |  |  |  |  |                     |
|                       |                          |  |                     | Blanka z Lancasteru  |  |  |  |  |  |  |  |                     |
|                       |                          |  |                     |                      |  |  |  |  |  |  |  |                     |
|                       | Ferdinand z Viseu        |  |                     |                      |  |  |  |  |  |  |  |                     |
|                       |                          |  |                     |                      |  |  |  |  |  |  |  |                     |
|                       |                          |  |                     | Jan I. Kastilský     |  |  |  |  |  |  |  |                     |
|                       |                          |  |                     |                      |  |  |  |  |  |  |  |                     |
|                       | Ferdinand I. Aragonský   |  |                     |                      |  |  |  |  |  |  |  |                     |
|                       |                          |  |                     |                      |  |  |  |  |  |  |  |                     |
|                       |                          |  |                     | Eleonora Aragonská   |  |  |  |  |  |  |  |                     |
|                       |                          |  |                     |                      |  |  |  |  |  |  |  |                     |
|                       | Eleonora Aragonská       |  |                     |                      |  |  |  |  |  |  |  |                     |
|                       |                          |  |                     |                      |  |  |  |  |  |  |  |                     |
|                       |                          |  |                     | Sancho Kastilský     |  |  |  |  |  |  |  |                     |
|                       |                          |  |                     |                      |  |  |  |  |  |  |  |                     |
|                       | Eleonora z Alburquerque  |  |                     |                      |  |  |  |  |  |  |  |                     |
|                       |                          |  |                     |                      |  |  |  |  |  |  |  |                     |
|                       |                          |  |                     | Beatrix Portugalská  |  |  |  |  |  |  |  |                     |
|                       |                          |  |                     |                      |  |  |  |  |  |  |  |                     |
| Manuel I. Portugalský |                          |  |                     |                      |  |  |  |  |  |  |  |                     |
|                       |                          |  |                     |                      |  |  |  |  |  |  |  |                     |
|                       |                          |  | Petr I. Portugalský |                      |  |  |  |  |  |  |  |                     |
|                       |                          |  |                     |                      |  |  |  |  |  |  |  |                     |
|                       | Jan I. Portugalský       |  |                     |                      |  |  |  |  |  |  |  |                     |
|                       |                          |  |                     |                      |  |  |  |  |  |  |  |                     |
|                       |                          |  |                     | Tereza Lourenço      |  |  |  |  |  |  |  |                     |
|                       |                          |  |                     |                      |  |  |  |  |  |  |  |                     |
|                       | Jan Portugalský          |  |                     |                      |  |  |  |  |  |  |  |                     |
|                       |                          |  |                     |                      |  |  |  |  |  |  |  |                     |
|                       |                          |  |                     | Jan z Gentu          |  |  |  |  |  |  |  |                     |
|                       |                          |  |                     |                      |  |  |  |  |  |  |  |                     |
|                       | Filipa z Lancasteru      |  |                     |                      |  |  |  |  |  |  |  |                     |
|                       |                          |  |                     |                      |  |  |  |  |  |  |  |                     |
|                       |                          |  |                     | Blanka z Lancasteru  |  |  |  |  |  |  |  |                     |
|                       |                          |  |                     |                      |  |  |  |  |  |  |  |                     |
|                       | Beatrix Portugalská      |  |                     |                      |  |  |  |  |  |  |  |                     |
|                       |                          |  |                     |                      |  |  |  |  |  |  |  |                     |
|                       |                          |  |                     | Jan I. Portugalský   |  |  |  |  |  |  |  |                     |
|                       |                          |  |                     |                      |  |  |  |  |  |  |  |                     |
|                       | Alfons z Braganzy        |  |                     |                      |  |  |  |  |  |  |  |                     |
|                       |                          |  |                     |                      |  |  |  |  |  |  |  |                     |
|                       |                          |  |                     | Inês Piresová        |  |  |  |  |  |  |  |                     |
|                       |                          |  |                     |                      |  |  |  |  |  |  |  |                     |
|                       | Isabela z Braganzy       |  |                     |                      |  |  |  |  |  |  |  |                     |
|                       |                          |  |                     |                      |  |  |  |  |  |  |  |                     |
|                       |                          |  |                     | Nuno Álvares Pereira |  |  |  |  |  |  |  |                     |
|                       |                          |  |                     |                      |  |  |  |  |  |  |  |                     |
|                       | Beatriz Pereira de Alvim |  |                     |                      |  |  |  |  |  |  |  |                     |
|                       |                          |  |                     |                      |  |  |  |  |  |  |  |                     |
|                       |                          |  |                     | Eleonora z Alvim     |  |  |  |  |  |  |  |                     |
|                       |                          |  |                     |                      |  |  |  |  |  |  |  |                     |